# استوک ویک
استوک ویک (به انگلیسی: Stoke Wake) یک روستا و محله مدنی در بریتانیا است که در North Dorset واقع شده‌است. استوک ویک ۶۰ نفر جمعیت دارد.